# Slovenský fotbalový pohár 2008/2009
Slovenský fotbalový pohár v sezóně 2008/09 byl 40. ročník slovenské pohárové soutěže. Vyhrál klub MFK Košice, který ve finále zvítězil nad Artmedií Petržalka 3:1 a jako vítěz byl nasazen do 3. předkola Evropské ligy.

## Termíny
- 1. kolo - 5. srpen
- 2. kolo - 16. září
- 3. kolo - 30. září
- Čtvrtfinále - první zápasy 21. října, odvety 4. listopadu
- Semifinále - první zápasy 22. dubna, odvety 5. května
- Finále - 20. května v Národním tréningovém centru Slovenského fotbalového svazu v Senci

## Výsledky

### 1. kolo

#### Skupina Západ
| Domácí                      | Výsledek   | Hosté                    |
| --------------------------- | ---------- | ------------------------ |
| FK Spartak Vráble           | 3:1        | AS Trenčín               |
| OŠK Trenčianske Stankovce   | 2:0        | SFM Senec                |
| ŠKP Dúbravka Bratislava     | 0:1        | Inter Bratislava         |
| MŠK Iskra Petržalka         | 1:2        | AFC Nové Mesto nad Váhom |
| MFK Vrbové                  | 0:1        | FK Mesto Prievidza       |
| FK Púchov                   | 3:0        | OTJ Moravany nad Váhom   |
| FK Rača                     | 1:1 (pen.) | MFK Topvar Topoľčany     |
| ŠK Réca                     | 1:0        | FK Slovan Nemšová        |
| ŠK Blava Jaslovské Bohunice | 2:3        | FK Slovan Duslo Šaľa     |

#### Skupina Východ
| Domácí                           | Výsledek   | Hosté                  |
| -------------------------------- | ---------- | ---------------------- |
| ŠK Aqua Turčianske Teplice       | 1:7        | MFK Vranov nad Topľou  |
| TJ Topoľany                      | 0:1        | FK Čadca               |
| ŠK Kremnička                     | 2:2 (pen.) | FK LAFC Lučenec        |
| MFK Goral Stará Ľubovňa          | 0:0 (pen.) | FK Žiar nad Hronom     |
| MFK Rimavská Sobota              | 1:3        | ŠK Odeva Lipany        |
| FK Poprad                        | 2:2 (pen.) | TJ Jednota Bánová      |
| FK Spišská Nová Ves              | 0:1        | FO ŽP Šport Podbrezová |
| MFK Tatran NAO Liptovský Mikuláš | 3:0        | FK Slavoj Trebišov     |
| MFK Dolný Kubín                  | 0:0 (pen.) | 1. HFC Humenné         |

### 2. kolo

#### Skupina Západ
| Domácí                    | Výsledek | Hosté                 |
| ------------------------- | -------- | --------------------- |
| ŠK Réca                   | 0:3      | FC ViOn Zlaté Moravce |
| AFC Nové Mesto nad Váhom  | 0:2      | FC Spartak Trnava     |
| FK Žiar nad Hronom        | 0:2      | MFK Dubnica           |
| DAC 1904 Dunajská Streda  | 4:2      | FK Inter Bratislava   |
| OŠK Trenčianske Stankovce | 0:4      | ŠK Slovan Bratislava  |
| MFK Topvar Topoľčany      | 2:0      | FC Nitra              |
| FK Slovan Duslo Šaľa      | 1:0      | FK Spartak Vráble     |
| FK Púchov                 | 2:1      | FK Mesto Prievidza    |

#### Skupina Východ
| Domácí                           | Výsledek   | Hosté                    |
| -------------------------------- | ---------- | ------------------------ |
| FK Čadca                         | 2:4        | MFK Košice               |
| MFK Zemplín Michalovce           | 3:1        | 1. FC Tatran Prešov      |
| MFK Dolný Kubín                  | 1:0        | FK Dukla Banská Bystrica |
| TJ Jednota Bánová                | 0:2        | MŠK Žilina               |
| MFK Tatran NAO Liptovský Mikuláš | 0:1        | MFK Ružomberok           |
| FK LAFC Lučenec                  | 1:1 (pen.) | ŽP Šport Podbrezová      |
| ŠK Odeva Lipany                  | 2:1        | MFK Vranov nad Topľou    |

### 3. kolo
| Domácí                | Výsledek   | Hosté                    |
| --------------------- | ---------- | ------------------------ |
| FC Artmedia Petržalka | 2:0        | FK LAFC Lučenec          |
| ŠK Odeva Lipany       | 0:1        | DAC 1904 Dunajská Streda |
| FK Slovan Duslo Šaľa  | 1:4        | MFK Ružomberok           |
| MFK Dolný Kubín       | 0:2        | ŠK Slovan Bratislava     |
| MFK Topvar Topoľčany  | 2:3        | MFK Košice               |
| FK Púchov             | 0:0 (pen.) | FC ViOn Zlaté Moravce    |
| MŠK Žilina            | 1:0        | FC Spartak Trnava        |
| MFK Dubnica           | 2:0        | MFK Zemplín Michalovce   |

### Čtvrtfinále
| Domácí (v 1. zápase)  | Celkový výsledek | Hosté (v 1. zápase)      | 1. zápas | 2. zápas |
| --------------------- | ---------------- | ------------------------ | -------- | -------- |
| MFK Dubnica           | 0:3              | MFK Ružomberok           | 0:1      | 0:2      |
| MFK Košice            | 2:2 (pen.)       | FC ViOn Zlaté Moravce    | 1:1      | 1:1      |
| FC Artmedia Petržalka | 1:1              | DAC 1904 Dunajská Streda | 0:0      | 1:1      |
| MŠK Žilina            | 1:2              | ŠK Slovan Bratislava     | 1:2      | 0:0      |

### Semifinále
| Domácí (v 1. zápase) | Celkový výsledek | Hosté (v 1. zápase)   | 1. zápas | 2. zápas |
| -------------------- | ---------------- | --------------------- | -------- | -------- |
| MFK Ružomberok       | 2:4              | FC Artmedia Petržalka | 1:3      | 1:1      |
| ŠK Slovan Bratislava | 1:2              | MFK Košice            | 0:1      | 1:1      |

### Finále
| Tým č. 1              | Celkový výsledek | Tým č. 2   |
| --------------------- | ---------------- | ---------- |
| FC Artmedia Petržalka | 1:3              | MFK Košice |

## Vítěz
| Slovenský fotbalový pohár 2008/09 MFK Košice (1. titul) |